# Konstantin Čupković

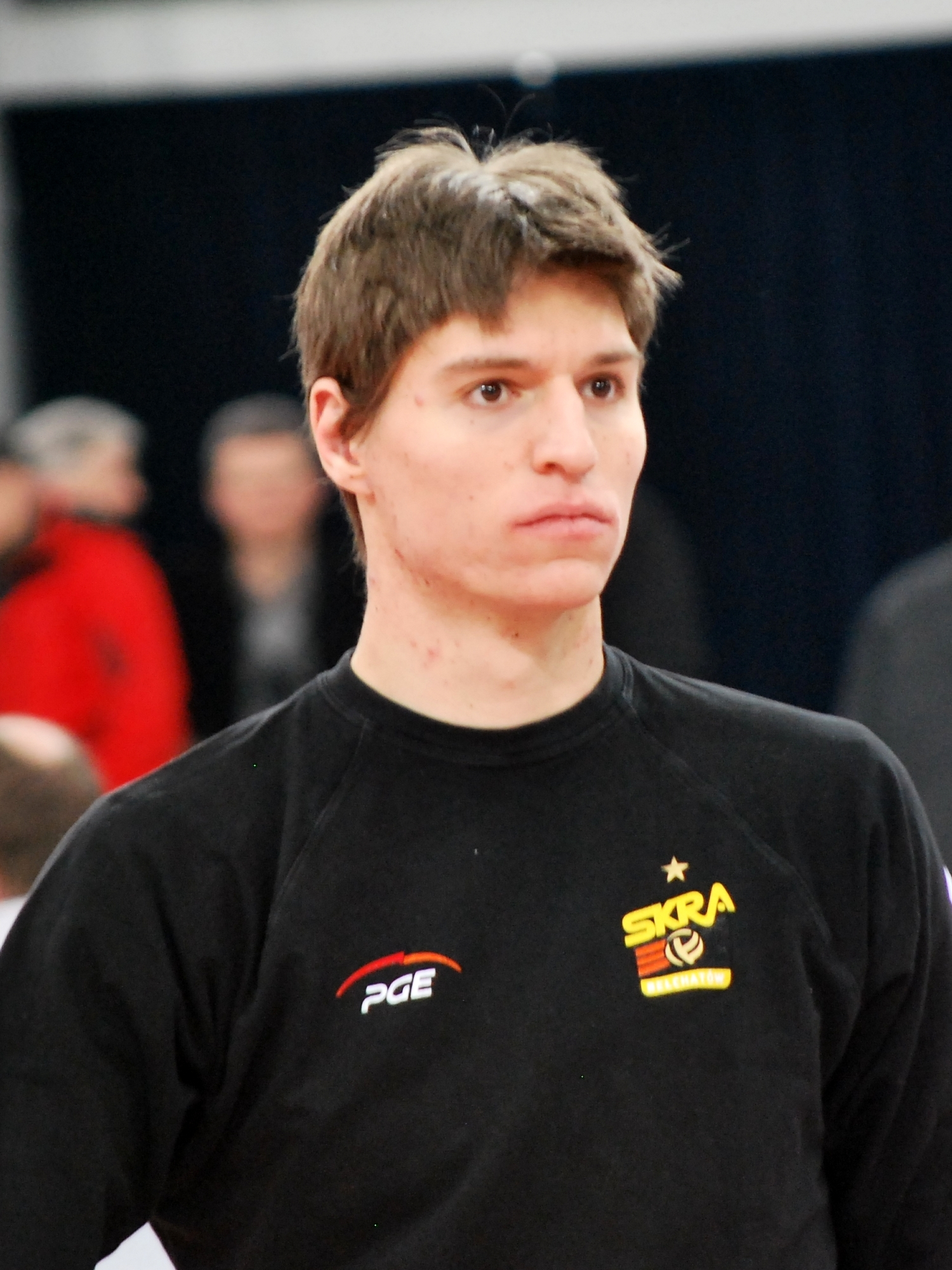
Konstantin Čupković zawodnikiem PGE Skry Bełchatów

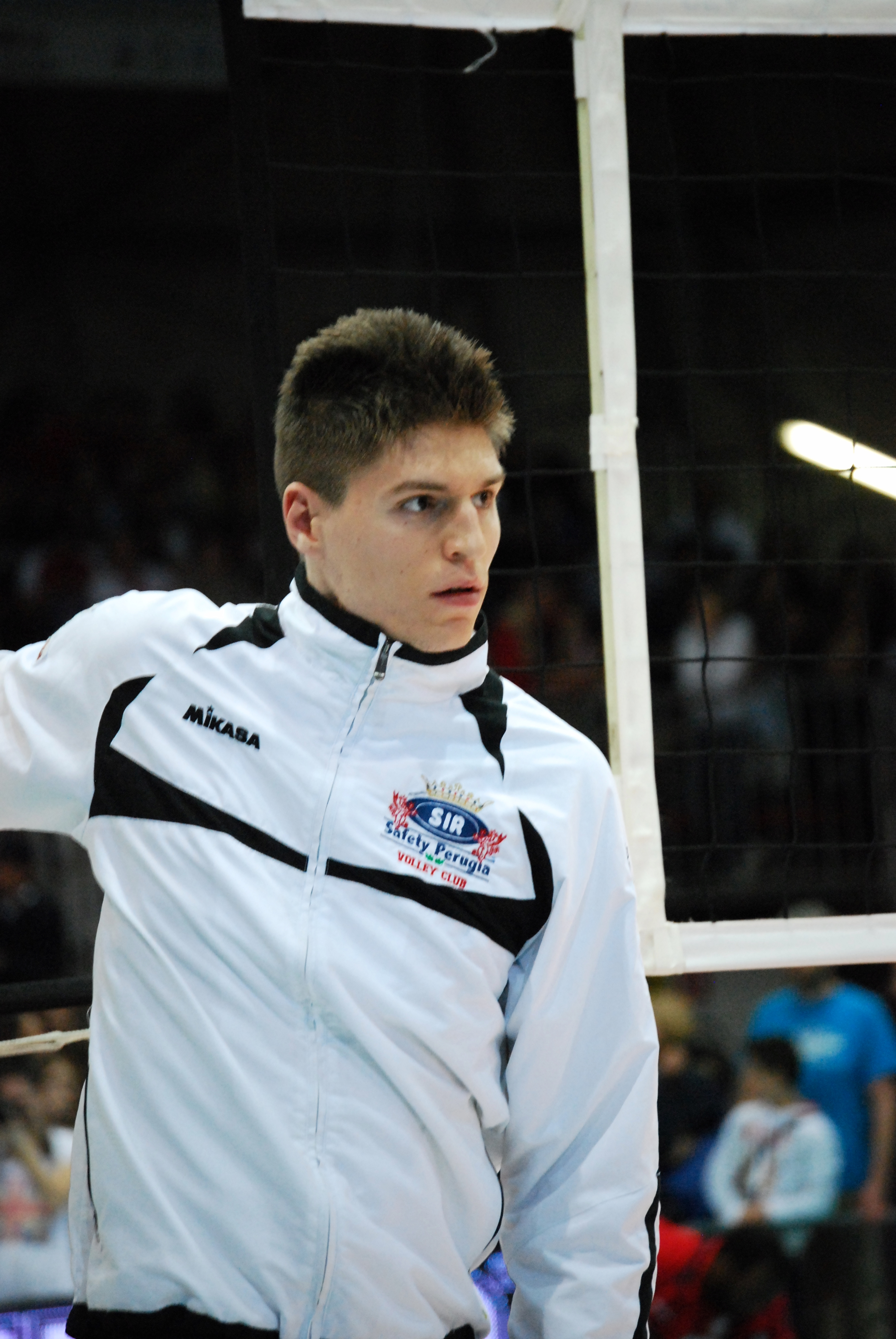
Konstantin Čupković zawodnikiem Sir Safety Perugia

Konstantin Čupković (ur. 2 stycznia 1987 w Viroviticy) – serbski siatkarz, grający na pozycji przyjmującego.
Pod koniec września 2023 roku poinformował, że kończy siatkarską karierę.

## Sukcesy klubowe
Puchar Serbii:
- 2007

Liga serbska:
- 2007, 2010
- 2009
- 2008

Puchar Polski:
- 2012

Liga Mistrzów:
- 2012

Liga polska:
- 2012

Klubowe Mistrzostwa Świata:
- 2012

Memoriał Zdzisława Ambroziaka:
- 2013

Liga włoska:
- 2014

Superpuchar Francji:
- 2015

Puchar Ligi Greckiej:
- 2017

Puchar Grecji:
- 2017

Liga grecka:
- 2017

Liga francuska:
- 2018

Puchar Turcji:
- 2019

Liga turecka:
- 2019

Liga chińska:
- 2021

Klubowe Mistrzostwa Azji:
- 2021[4]

## Nagrody indywidualne
- 2013: Najlepszy atakujący Memoriału Zdzisława Ambroziaka
- 2015: MVP Superpucharu Francji
- 2017: MVP Pucharu Ligi Greckiej
- 2021: Najlepszy przyjmujący Klubowych Mistrzostw Azji